# Leptynia attenuata iberica
Leptynia attenuata iberica – podgatunek straszyka z rodziny Diapheromeridae i podrodziny Pachymorphinae. Endemit środkowo-zachodniej części Półwyspu Iberyjskiego.

## Taksonomia i genetyka
Gatunek L. attenuata opisany został po raz pierwszy przez Josepha Pantela w 1890 roku, wraz z rodzajem Leptynia. W 1904 roku William Forsell Kirby wyznaczył go gatunkiem typowym tego rodzaju. W 2012 roku Valerio Scali, Liliana Milani i Marco Passamonti dokonali rewizji europejskich przedstawicieli tego rodzaju, wyróżniając w obrębie omawianego gatunku trzy podgatunki, w tym L. a. iberica.
L. a. iberica jest podgatunkiem dwupłciowym, diploidalnym. Występuje u niego system determinacji płci XY. Kariotyp u obu płci to 2n=36. Jak u innych podgatunków L. attenuata cechują go metacentryczne chromosomy 2 pary, akrocentryczne i zaopatrzone w satelity chromosomy 4 pary, bardzo dużych rozmiarów submetacentryczny chromosom X oraz mały i akrocentryczny chromosom Y. Różnice strukturalne kariotypu między podgatunkami są śladowe. Wyraźnie różnią się one natomiast sekwencjami cox2 w mitochondrialnym DNA oraz danymi allozymowymi.

## Opis
Patyczak ten ma średnio najmniejsze rozmiary ciała spośród przedstawicieli rodzaju. Samce (n=9) osiągają od 39,5 do 44 mm, a samice (n=9) od 49,2 do 54,4 mm długości ciała. Ubarwienie samców jest jasnocynamonowe z zielonkawym odcieniem po obu stronach ciała. Na ciemieniu i policzkach mają brązowe paski, a wzdłuż grzbietu ich tułowia i odwłoka biegną cztery pasy podłużne, z których te bardziej grzbietowe są ciemnobrązowe, a te położone bocznie białe. Samice są cynamonowe lub jaskrawo zielone i mają parę białych linii, biegnących wzdłuż boków ciała od policzków przez pleury tułowia i odwłoka. Oskórek ciała, z wyjątkiem odnóży i przysadek, pokrywa mikrorzeźba w postaci półkulistych wypukłości o średnicy około 1 μm. Czułki samców zbudowane są z od 15 do 18 członów i osiągają od 5 do 6 mm długości, a u samicy zbudowane są z od 14 do 16 członów i osiągają od 4 do 5 mm długości. Śródplecze, zaplecze i dwa ostatnie tergity odwłoka zaopatrzone są w delikatne listewki środkowe, które na śródpleczu i zapleczu mogą zanikać. U samicy po bokach śródplecza i zaplecza występują serie ząbków. Odnóża wszystkich par u samic oraz środkowej i tylnej pary u samców mogą mieć drobne ząbki. Uda odnóży tylnej pary u samca (n=19) sięgają swymi wierzchołkami co najmniej do połowy siódmego, a maksymalnie do połowy ósmego segmentu odwłoka, zaś u samicy (n=21) co najmniej do połowy szóstego, a maksymalnie do siódmego segmentu odwłoka. Dziesiąty tergit odwłoka ma u samca na tylnej krawędzi głębokie wcięcie. Genitalia samca charakteryzuje vomer o części podstawowej umiarkowanie nabrzmiałej i tylko trochę szerszej od trzonu. Przysadki odwłokowe u samca przekształcone są w klaspery, z których każdy ma w pobliżu nasady krótki ząbek o grubości pośredniej pomiędzy tym u podgatunku nominatywanego, a tym u L. a. algarvica.  Wierzchołek odwłoka u samicy, podobnie jak u pokrewnych gatunków, jest miękki, ścięty i zaopatrzony w wystające przysadki odwłokowe.
Jaja są wydłużone, długości od 3,5 do 4,8 mm i szerokości wynoszącej od 0,22 do 0,26 ich długości. Wypukłości polarne mają niższe niż L. caprai i L. annaepaulae, a wieczka płaskie. Kąt pod jakim umieszczone jest wieczko względem osi podłużnej jaja wynosi od 110° do 120°.

## Występowanie
Owad palearktyczny, endemiczny dla środkowo-zachodniej części Półwyspu Iberyjskiego. Rozprzestrzeniony jest od gór Serra da Estrêla w portugalskim dystrykcie Guarda po łańcuch Sierra de Francia i zachodnią część gminy Villablino w Hiszpanii.